# 건국대업
건국대업(建國大業, The Founding Of A Republic)은 중국에서 제작된 한싼핑 감독의 2009년 드라마 영화이다. 당국강 등이 주연으로 출연하였고 장징 등이 제작에 참여하였다.

## 출연

### 주연
- 당국강
- 장국립
- 류진
- 천쿤
- 허청

### 조연
- 왕오복
- 류사
- 왕젠
- 금흠
- 왕빙
- 우쥔메이
- 왕학기
- 수종적
- 양효단
- 도널드 프리먼
- 류의위
- 이강
- 이연걸
- 후준
- 소문각
- 장지엔야
- 순홍레이
- 우용
- 손흥
- 필언군
- 알렉산더 팔브로브
- 엽소갱
- 교립생
- 장세충
- 천카이거
- 류화
- 오강
- 조옹
- 장이단
- 허환산
- 타오쩌루
- 황성의
- 여명
- 천하오
- 황효명
- 마웨
- 범위
- 장한위
- 강문
- 아오양(중국어판)
- 조가범
- 이빈
- 쉬판
- 펑샤오강
- 성룡
- 퉁다웨이
- 유립평
- 자오닝위
- 정지성
- Leslin H Collings
- 자오샤오스
- 왕화잉
- 왕바오창
- 갈우
- 진홍
- 하강
- 임동보
- 사흠
- 황미
- 진도명
- 곽소동
- 마수초
- 왕쉐빙
- 유엽
- 중성화
- 풍원정
- 견자단
- 자오웨이
- 잉다
- 사강
- 장신
- 엽진
- 왕복려
- 덩차오
- 갈존장
- 조보악
- 풍공
- 곽덕강
- 양가휘
- 진수
- 오우삼
- 묘포
- 닝징
- 장추방
- 장쯔이
- 침오군
- 유덕화
- 진보국
- 판빙빙
- 왕군
- 진효동
- 허우용
- 손계당
- 왕아첩

## 제작진
- 출품인: 양수성
- 출품인: 정심
- 출품인: 장국립
- 출품인: 위둥
- 출품인: 한싼핑
- 출품인: 임중륜
- 출품인: 염효명
- 출품인: 유덕굉
- 출품인: 주리
- 출품인: 임건악
- 출품인: 소문각
- 프로듀서: 한싼핑
- 프로듀서: 고성생
- 프로듀서: 황젠신
- 프로듀서: 육국강
- 프로듀서: 자오하이청
- 프로듀서: 펑 샤오강
- 프로듀서: 진가신
- 프로듀서: 천카이거
- 프로듀서: 두군
- 조명: 왕립홍
- 조연출: 장국립
- 조연출: 류의위
- 조연출: 당국강
- 조연출: 강문
- 조연출: 양효단
- 조연출: 황제
- 조연출: 곽건동
- 조연출: 채소기
- 조연출: 동철
- 녹음: 왕단융
- 녹음: 강붕
- 음향편집: 왕동
- 음향편집: 왕강
- 음향편집: 축암봉
- 미술: 조경
- 미술: 양백귀
- 미술: 송진산
- 소품: 양문걸
- 특수효과: 성용
- 특수효과: 방영국
- 분장: 왕희종
- 분장: 임의공